# Francisc Horvath
Francisc Horvath (né le 19 octobre 1928 à Lugoj) est un lutteur roumain spécialiste de la lutte gréco-romaine. Il participe aux Jeux olympiques d'été de 1952 à Helsinki puis aux Jeux olympiques d'été de 1956 à Melbourne dans la catégorie des poids coqs (52-57 kg). Il y remporte la médaille de bronze.

## Palmarès

### Jeux olympiques
- Jeux olympiques de 1956 à Melbourne,  Australie
  -  Médaille de bronze en lutte

### Championnats du Monde
- 1956 à Istanbul,  Turquie
  -  Médaille de bronze en lutte gréco-romaine